# Egglgrubenalm
Die Egglgrubenalm ist eine kleine Alm in der Gemeinde Altaussee im österreichischen Bundesland Steiermark. Die Alm liegt im östlichen Loserplateau, im Südwesten des Toten Gebirges, in einer Seehöhe von 1500 m ü. A.. Die Alm ist im Besitz der Österreichischen Bundesforste. Mehrere Bauern besitzen die Servituts-Weiderechte und treiben Mutterkühe und Galtvieh auf. Auf der Alm befinden sich drei Almhütten, die über einen unmarkierten Steig von der Loser-Panoramastraße erreichbar sind. Die Alm wird erstmals im Pflindsberger Urbar von 1447 erwähnt.